# Château de Montlebeau

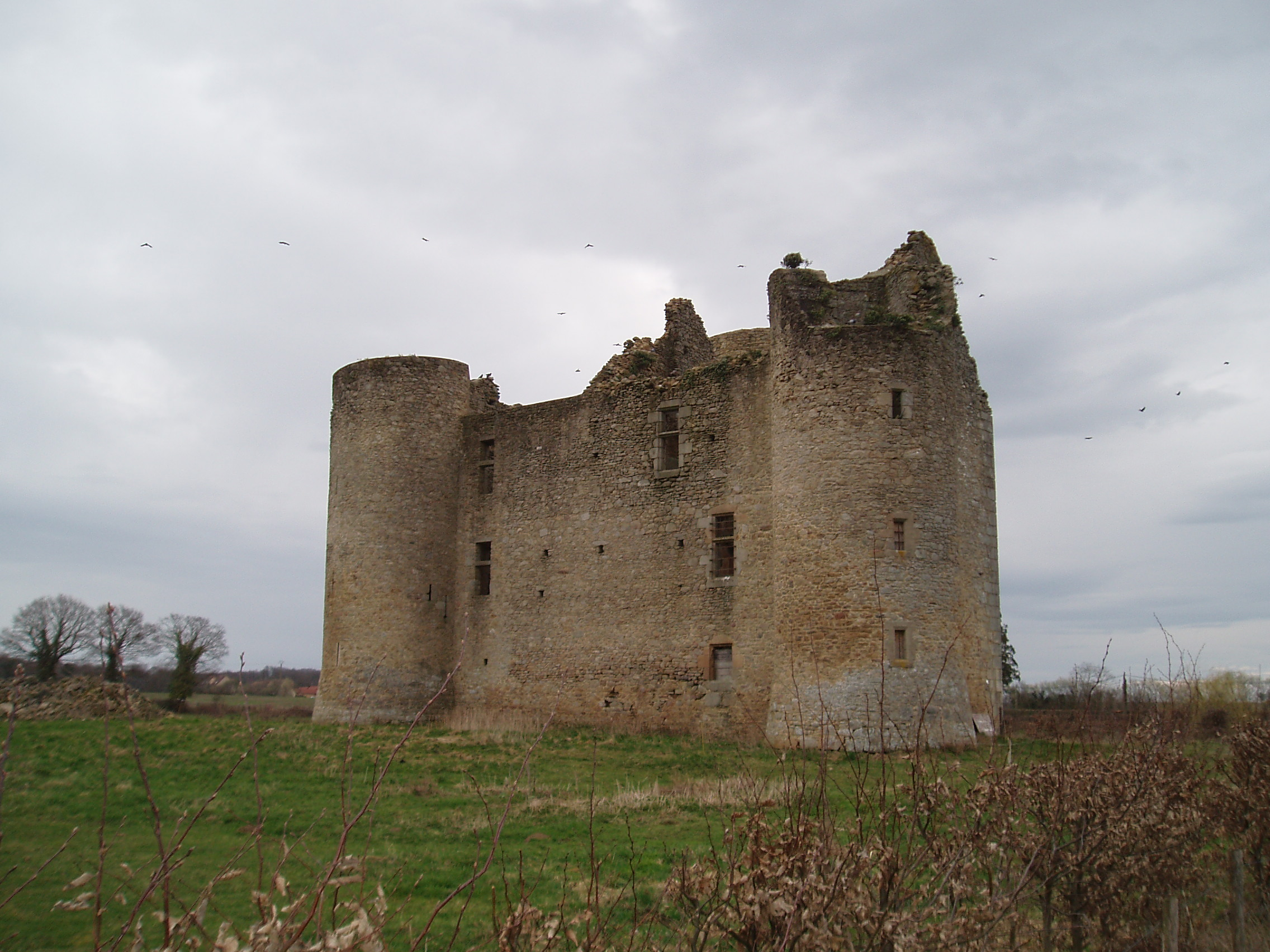
« Arrière » du manoir.

Le château de Montlebeau, aussi appelé manoir de Montlebeau est situé au lieu-dit Montlebeau sur la commune de Vareilles, dans le département de la Creuse, région Nouvelle-Aquitaine, en France.

## Historique
Le fief de Montlebeau rendait hommage à la vicomté de Bridiers voisine. Ce château féodal est mentionné pour la première fois en 1497, son premier détenteur étant un sieur de la Marche[réf. souhaitée]. Il s'agit d'ailleurs d'une des rares demeures nobles subsistantes des vassaux de Bridiers ; c'est donc un élément important dans l'histoire du nord-ouest creusois.
Le logis fut construit un peu avant, dans la seconde moitié du XVe siècle, période de menaces anglaises venant de Guyenne, alors que la guerre de Cent Ans tourne à l'avantage des français. Il s'agit alors de fortifier les positions françaises et de remercier les seigneurs locaux en leur offrant les terres reprises à l'ennemi. La construction d'un tel ouvrage bénéficiait également à l'emploi à moyen-terme et assurait normalement de nombreuses générations d'agriculteurs liés au domaine.
Un document (aveu) de 1526 nous permet de savoir que le logis disposait d'une cour, d'une chapelle (en ruine dès le XVIIe siècle), d'un four, de diverses dépendances, le tout entouré d'une petite muraille.
Un autre aveu de 1623 note la présence d'un colombier circulaire, couvert de tuiles plates avec des lucarnes en pierre de taille.
Les dépendances du château au XVIIe siècle étaient principalement des fermes. Un troisième aveu (1674) décrit également un portail à mâchicoulis (sans doute un oubli dans les autres documents, car ce portail est vraisemblablement d'origine).
Le manoir n'est plus habité depuis la Révolution.
Vers 1890, le propriétaire, Hippolyte Sigaud, l'aménagea en rendez-vous de chasse, réparant les toitures du côté sud et celui de la tour d'escalier.
Depuis les années 1990, le manoir était dans un état d'abandon complet. Il fut partiellement restauré par une association locale.

## Architecture
Dès sa construction au XVe siècle, le manoir était précédé d'un étang aujourd'hui comblé. La construction s'élevait sur trois niveaux.
Le plan est assez typique d'un château marchois classique, avec deux pièces à chaque niveau, deux tours d'angle (nord et sud) et une tour d'escalier en vis (à l'est) partageant la façade principale en deux.
À l'intérieur, les planchers ont complètement disparu et il ne reste que des traces d'encadrement des poutres et planchers.
Les cheminées, d'époque, dont celle du premier étage, sont ornées de chapiteaux et ont toutes conservé leurs principaux éléments.
Une première inscription au titre de monument historique, concernant les « vestiges du manoir » a été actée en 1932, puis annulée. L'intégralité des murs et toitures est à présent classée au titre des monuments historiques par arrêté du 11 mars 2003.
Dans les années 2010, la tour nord fut restaurée et des éléments intérieurs comme extérieurs (murs, cheminée, fenêtres...) furent consolidés en attendant de plus amples restaurations. Les murs sont tous encore debout et en assez bonne intégrité dans leur majorité, alors que la charpente interne a totalement disparu.

## Autres informations
Pour des raisons évidentes de sécurité, le château n'est pour l'instant pas ouvert à la visite. Son terrain est clos.